# Anton Egloff
Anton Egloff (* 11. Juli 1933 in Wettingen, Kanton Aargau; † 19. Juli 2025 in Luzern) war ein Schweizer Bildhauer.

## Biografie
Von 1957 bis 1959 machte Egloff eine Ausbildung in der Bildhauerklasse der Schule für Gestaltung Luzern. Danach studierte er bis 1964 an der Staatlichen Kunstakademie Düsseldorf (Prof. M. Sieler), wo er anschliessend Assistent wurde. Er hatte Arbeitskontakte mit Joseph Beuys und Gotthard Graubner.
Von 1964 bis 1990 war Egloff Lehrer an der Schule für Gestaltung Luzern. Dort baute er die Abteilung Freie Kunst auf, die er bis 1990 leitete.
Verschiedene Studienaufenthalte führten Egloff ins Ausland. So war er unter anderem 1991 in London (Atelieraufenthalt der Kulturstiftung Landis & Gyr, Zug) und 2005 in Prag (Atelieraufenthalt des Aargauer Kuratoriums).
Er lebte und arbeitete ab 1964 in Luzern.

## Werk (Auswahl)
Als Plastiker und Zeichner fasste Anton Egloff den Skulpturbegriff weit: Er liess die Autonomie des Kunstwerkes grundsätzlich unangetastet und legte Wert auf hohe ästhetische Qualitäten seiner Skulpturen und Arbeiten auf Papier.

### Werke in öffentlichen und privaten Sammlungen
- Aargauer Kunsthaus Aarau
- Kunstmuseum Luzern
- Museum zu Allerheiligen, Schaffhausen
- Das Schubladenmuseum von Herbert Distel (Kunsthaus Zürich)
- Sammlung Peter Ludwig, Aachen D
- Sammlung Burgauer, Zürich
- Sammlung Theo Hotz, Meilen
- Schweizerische Eidgenossenschaft
- Kanton Zürich
- Kanton Luzern

### Künstlerische Projekte im öffentlichen Raum
- 1963: Wettingen, Triptychon in Bronze und Brunnen beim EW
- 1990–1995: Rigiplatz Zug. 4 skulpturale Interventionen A. Egloff mit C. Perrin, F. Paolucci, A. Wolfensberger
- 1991: Bildstock Wachstumslinie auf dem Kulturweg Limmat
- 1992: WSL ETH Birmensdorf  ZH, 3 skulpturale Orte
- 1994: CKW Rathausen LU, 2-teilige Konstellation
- 1995: Bakom Biel/Bienne, Hören Ost Süd West Nord, Raumkonstellation mit 4 farbigen Steinquadern und Textlinien in Bronze
- 1996: Luzern Kantonsspital: Installation  im Lichthof der psychiatrischen Klinik
- 1998: Sursee LU: Gestaltung des Stadtplatzes am «Obertor». Brunnengestaltung in der Altstadt.
- 2000/2002: Expo 02 Murten: Un ange passe, Cabane parole, plastisch-räumliches Projekt.
- 2006 Luzern, Lukaskirche: Livre Sculpture, Raum der Stille

## Preise (Auswahl)
- 1961: Preis der Poensgen-Stiftung Düsseldorf
- 1972: Anerkennungspreis der Stadt Luzern
- 1984: Kunst- und Kulturpreis der Stadt Luzern
- 1992/1996: Werkbeiträge des Aargauer Kuratoriums
- 1993: Ehrengabe der Jubiläumsstiftung der Schweizerischen Bankgesellschaft

## Einzel- und Gruppenausstellungen (Auswahl)
(Jahr, Titel der Ausstellung und Präzisierung ob Einzel- oder Gruppenausstellung fehlen. Zudem ist die Liste zu rudimentär gehalten) 
- Kunsthaus Glarus
- Museum zu Allerheiligen, Schaffhausen
- Kunstmuseum Luzern